# سورة (طب)
السَّوْرَة أو الاشتِدَاد أو التفاقم أو الاستفحال (بالإنجليزية: Exacerbation)‏ هو مُصطلحٌ طِبي يُقصدُ به تفاقم المَرض أو إزدياد أعراضه بشكلٍ مَلحوظٍ، ومن الأمثلة عليه متفاقمة داء الانسداد الرئوي المزمن وَفشل القلب الحاد اللاتعويضي.